# Lobobunaea basquini
Lobobunaea basquini är en fjärilsart som beskrevs av Pierre Claude Rougeot 1972. Lobobunaea basquini ingår i släktet Lobobunaea och familjen påfågelsspinnare. Inga underarter finns listade i Catalogue of Life.